# Sophie Lefèvre
Sophie Lefèvre (født 23. februar 1981 i Toulouse, Frankrig) er en kvindelig professionel tennisspiller fra Frankrig.
Sophie Lefèvre højeste rangering på WTA single rangliste var som nummer 216, hvilket hun opnåede 15. september 2003. I double er den bedste placering nummer 76, hvilket blev opnået 21. februar 2011. 